# ピーター・ディンクレイジ
ピーター・ディンクレイジ（Peter Dinklage, 1969年6月11日 - ）は、アメリカ合衆国ニュージャージー州生まれの俳優。軟骨無形成症による小人症で、身長132cm。

## 来歴
音楽教師の母と、保険セールスマンの父のもと1969年にニュージャージー州で生まれた。大学卒業までをニュージャージー州で過ごし、1991年にバーモント州のベニントン大学を卒業。
役者として活動を始めてからは、小さな体格を生かして数多くの作品へ出演。ジョン・ファヴロー監督、ウィル・フェレル主演のクリスマス・ファンタジー『エルフ 〜サンタの国からやってきた〜』では気難しい絵本作家や、ミシェル・ゴンドリー監督の異色コメディ『ヒューマン・ネイチュア』などの作品にも顔を見せた。2003年に製作されたインデペンデント映画『The Station Agent』では主役を演じ、パトリシア・クラークソンらと共演。その演技が高い評価を得て、インデペンデント・スピリット賞と全米映画俳優組合賞に見事ノミネートされた。ちなみに同作はインデペンデント・スピリット賞において脚本賞を受賞している。
2011年からは、ファンタジー大河小説『氷と炎の歌』シリーズを原作としたHBO制作のテレビドラマ『ゲーム・オブ・スローンズ』で主要人物の一人を演じ、多くの称賛を受け、エミー賞助演男優賞（ドラマシリーズ部門）(四度の受賞)、ゴールデングローブ賞助演男優賞（シリーズ・ミニシリーズテレビ映画部門）を受賞した。
2005年に舞台監督の女性エリカ・シュミットと結婚し、2017年10月に5歳の女の子に次いで2人目を妊娠していることが明らかにされた。
2023年7月、製作総指揮とナレーションを担当したドキュメンタリー『カルト教祖になる方法』がNetflixにて公開された。チャールズ・マンソン、人民寺院のジム・ジョーンズ、ヘヴンズ・ゲイトのマーシャル・アップルホワイト、オウム真理教の麻原彰晃、旧統一教会の文鮮明などを題材にした。

## フィルモグラフィー

### 映画
| 公開年 | 邦題 原題                                                                           | 役名                              | 備考                          | 吹き替え           |
| ------ | ----------------------------------------------------------------------------------- | --------------------------------- | ----------------------------- | ------------------ |
| 1995   | リビング・イン・オブリビオン/悪夢の撮影日誌 Living in Oblivion                      | ティト                            |                               | （吹き替え版なし） |
| 1996   | ハード・ブレット/仁義なき銃弾 Bullet                                                | 管理人                            | クレジットなし                |                    |
| 1998   | セーフ・メーン Safe Men                                                             | レフロア                          | 日本劇場未公開                |                    |
| 2001   | ヒューマン・ネイチュア Human Nature                                                 | フランク                          |                               |                    |
| 2002   | はじまりはキッスから Just a Kiss                                                    | ディンク                          | 日本劇場未公開                | （吹き替え版なし） |
| 2003   | エルフ 〜サンタの国からやってきた〜 Elf                                             | マイルズ・フィンチ                | 日本劇場未公開                | （吹き替え版なし） |
| 2003   | タイニー・ラブ Tipoes                                                               | モーリス                          | 日本劇場未公開                | （吹き替え版なし） |
| 2003   | The Station Agent                                                                   | フィン                            | 日本未公開                    | N/A                |
| 2005   | 名犬ラッシー Lassie                                                                 | ローリー                          |                               | 斎藤志郎           |
| 2006   | コネクション マフィアたちの法廷 Find Me Guilty                                      | ベン・クランディス                |                               | 中尾智             |
| 2006   | ペネロピ Penelope                                                                   | レモン                            |                               | チョー             |
| 2007   | ハウエルズ家のちょっとおかしなお葬式 Death at a Funeral                             | ピーター                          |                               | 横島亘             |
| 2007   | 鉄ワン・アンダードッグ Underdog                                                     | サイモン・バーシニスター          |                               | 内田直哉           |
| 2008   | ナルニア国物語/第2章: カスピアン王子の角笛 The Chronicles of Narnia: Prince Caspian | トランプキン                      |                               | 岩崎ひろし         |
| 2010   | お葬式に乾杯! Death at a Funeral                                                    | フランク                          | 日本劇場未公開                |                    |
| 2010   | トゥルー・リベンジ The Last Rites of Ransom Pride                                   | ドワーフ                          | 日本劇場未公開                |                    |
| 2010   | ピート・スモールズは死んだ! Pete Smalls Is Dead                                     | K. C. Munk                        | 日本劇場未公開                |                    |
| 2011   | 私だけのハッピー・エンディング A Little Bit of Heaven                               | ヴィニー                          |                               | 鶴岡聡             |
| 2012   | アイス・エイジ4/パイレーツ大冒険 Ice Age: Continental Drift                         | ガット船長                        | 声の出演                      | 内田直哉           |
| 2013   | ウソはホントの恋のはじまり A Case of You                                            | ジェラルド                        |                               |                    |
| 2013   | ジョン・ディーの魔導書 -エバーモアの戦い- Knights of Badassdom                      | ハン                              |                               |                    |
| 2014   | LOW DOWN ロウダウン Low Down                                                        | アラン                            | 日本劇場未公開                |                    |
| 2014   | X-MEN:フューチャー&パスト X-Men: Days of Future Past                                | ボリバー・トラスク                |                               | 佐々木睦           |
| 2014   | 余命90分の男 The Angriest Man in Brooklyn                                           | アーロン・オルトマン              |                               | 高木渉             |
| 2015   | ピクセル Pixels                                                                     | エディ・プラント                  |                               | 神谷明             |
| 2015   | タクシードライバー 奔放な女 Taxi                                                    | マーク                            | 日本劇場未公開                |                    |
| 2016   | アングリーバード Angry Birds                                                        | マイティーイーグル                | 声の出演                      | 山寺宏一           |
| 2016   | メリッサ・マッカーシー in ザ・ボス 世界で一番お金が好き! The Boss                   | ルノー                            | 日本劇場未公開                | 橘諒               |
| 2017   | スリー・ビルボード Three Billboards Outside Ebbing, Missouri                        | ジェームズ                        |                               | 内田直哉           |
| 2017   | 3人のキリスト Three Christs                                                         | ジョセフ                          | 日本劇場未公開                | 多田野曜平         |
| 2018   | 孤独なふりした世界で I Think We're Alone Now                                        | デル                              | 兼製作                        | （吹き替え版なし） |
| 2018   | アベンジャーズ/インフィニティ・ウォー Avengers: Infinity War                        | エイトリ                          |                               | 北川勝博           |
| 2018   | エルヴェとの晩餐 ある映画スターの数奇な人生 My Dinner with Hervé                    | エルヴェ・ヴィルシェーズ          | テレビ映画 兼製作総指揮       |                    |
| 2019   | アングリーバード2 The Angry Birds Movie 2                                           | マイティーイーグル                | 声の出演                      | 山寺宏一           |
| 2019   | ビトウィーン・トゥ・ファーンズ: ザ・ムービー Between Two Ferns: The Movie           | 本人役                            |                               | 森川智之           |
| 2020   | パーフェクト・ケア I Care a Lot                                                     | ローマン・ルニョフ                |                               | 森川智之           |
| 2020   | クルードさんちのあたらしい冒険 The Croods: A New Age                                | フィル・ベターマン                | 声の出演                      | 花輪英司           |
| 2021   | シラノ Cyrano                                                                       | シラノ・ド・ベルジュラック        |                               | 森川智之           |
| 2022   | American Dreamer                                                                    | Dr. Phil Loder                    |                               | N/A                |
| 2022   | ソー:ラブ&サンダー Thor: Love and Thunder                                           | エイトリ                          | 出演シーン削除                | N/A                |
| 2023   | ブルックリンでオペラを She Came To Me                                               | スティーブン                      |                               | （吹き替え版なし） |
| 2023   | トランスフォーマー/ビースト覚醒 Transformers: Rise of the Beasts                    | スカージ                          | 声の出演                      | 飛田展男           |
| 2023   | The Toxic Avenger                                                                   | Winston Gooze / The Toxic Avenger |                               | N/A                |
| 2023   | ハンガー・ゲーム0 The Hunger Games: The Ballad of Songbirds & Snakes                | キャスカ・ハイボトム              |                               | 内田直哉           |
| 2024   | アンフロステッド: ポップタルトをめぐる物語 Unfrosted                                | ハリー・フレンドリー              | Netflixオリジナル映画         | 平林剛             |
| 2024   | The Thicket                                                                         | Reginald Jones                    | 兼製作                        | N/A                |
| 2024   | マンガー・ブラザーズ Brothers                                                       | ジェイディ・マンガー              | 兼製作                        | 森川智之           |
| 2024   | ウィキッド ふたりの魔女 Wicked                                                      | ディラモンド教授                  | 声の出演                      | 山寺宏一           |
| 2025   | Roofman                                                                             |                                   | ポストプロダクション          |                    |
| 2025   | ウィキッド 永遠の約束 Wicked: For Good                                              | ディラモンド教授                  | 声の出演 ポストプロダクション |                    |
| TBA    | Lear Rex                                                                            | The Fool                          | ポストプロダクション          |                    |
| TBA    | Hitpig                                                                              | Hitpig                            | 声の出演                      |                    |

### テレビ
| 放映年    | 邦題 原題                                      | 役名                     | 備考                                     | 吹き替え |
| --------- | ---------------------------------------------- | ------------------------ | ---------------------------------------- | -------- |
| 1995      | となりのサインフェルド Seinfeld                | ジェームズの電話の声     | クレジットなし                           |          |
| 2001      | OZ/オズ Oz                                     | 死体                     | 第4シーズン第15話「勝敗」 クレジットなし |          |
| 2002      | サード・ウォッチ Third Watch                   | ドラックの売人           | 計1話出演                                |          |
| 2005      | アントラージュ★オレたちのハリウッド Entourage  | 本人                     | 第2シーズン第7話「サンダンスでの情事」   |          |
| 2005-2006 | スレッシュホールド ～The Last Plan～ Threshold | アーサー・ラムジー       | 計13話出演                               |          |
| 2006      | NIP/TUCK マイアミ整形外科医 Nip/Tuck           | マーロウ・ソーヤー       | 計7話出演                                |          |
| 2009      | 30 ROCK/サーティー・ロック 30 Rock             | スチュワート             | 第3シーズン第7話「恋愛ハンディキャップ」 |          |
| 2009-2019 | ゲーム・オブ・スローンズ Game of Thrones       | ティリオン・ラニスター   | 計67話出演                               | 森川智之 |
| 2013      | サタデー・ナイト・ライブ Saturday Night Live   | ピーター・ディンクレイジ | 「Melissa McCarthy/Phoenix」             | N/A      |
| 2013      | セサミストリート Sesame Street                 | サイモン                 | 計1話出演                                |          |
| 2014      | ファミリー・ガイ Family Guy                    | ミスター・ストーン       | 声の出演 計1話出演                       |          |
| 2016      | サタデー・ナイト・ライブ Saturday Night Live   | 本人（ホスト）           | 「Peter Dinklage/Gwen Stefani」          | N/A      |
| 2021      | 暴君になる方法 How to Become a Tyrant          | ナレーター               | ドキュメンタリーシリーズ                 |          |